# Axioma del infinito
En teoría de conjuntos, el axioma del infinito es un axioma que garantiza la existencia de un conjunto con un número infinito de elementos.

## Enunciado
El axioma del infinito asegura la existencia de un conjunto infinito en el sentido de Dedekind: un conjunto que puede ponerse en correspondencia biyectiva con un subconjunto propio de sí mismo. El enunciado más habitual se basa en propiedad equivalente del conjunto inductivo:
| Axioma del infinito {\displaystyle \exists A:\varnothing \in A\wedge \forall x\in A,\,x\cup \{x\}\in A} |

Es decir, se postula la existencia de un conjunto inductivo, es decir, que contiene al conjunto vacío, y al «sucesor» x ∪ {x} de cada uno de sus elementos x. De este modo se asegura la existencia de un conjunto que contiene a los números naturales en la construcción conjuntista habitual:
| {\displaystyle \mathbb {N} =\bigcap \{Y:Y{\text{ es inductivo }}\}=\{\varnothing ,\{\varnothing \},\{\varnothing ,\{\varnothing \}\},\ldots \}} |

## Independencia
El axioma del infinito (AI) no puede demostrarse a partir del resto de axiomas de la teoría de Zermelo-Fraenkel (ZF), si estos son consistentes —denotados en conjunto como ZF−AI—. Puede probarse que todos ellos son ciertos al restringirse a un «universo» de conjuntos finitos escogidos con cuidado (los conjuntos hereditariamente finitos). Es decir, los axiomas de ZF —incluyendo AI— demuestran la existencia de un modelo para ZF−AI+¬AI —ZF sustituyendo AI por su negación—. Por lo tanto, una demostración de AI a partir de ZF−AI daría lugar a una demostración de la consistencia de ZF−AI, en contradicción con el segundo teorema de incompletitud de Gödel. La situación es idéntica en la teoría de conjuntos de Von Neumann-Bernays-Gödel.